# Placoasterella schweinfurthii
Placoasterella schweinfurthii är en svampart som först beskrevs av Henn., och fick sitt nu gällande namn av Theiss. & Syd. 1915. Placoasterella schweinfurthii ingår i släktet Placoasterella och familjen Asterinaceae.   Inga underarter finns listade i Catalogue of Life.